# Bağsuyu
Bağsuyu ist ein Dorf (Köy) im Landkreis Çemişgezek der türkischen Provinz Tunceli. Im Jahre 2011 lebten in Bağsuyu 55 Menschen.